# Bye Bye Tour
Bye Bye Tour fue la primera gira de conciertos de los artistas Kimberly Loaiza y JD Pantoja, diseñada para promocionar sus trabajos discográficos. La gira abarcó diversas ciudades de Norteamérica y Latinoamérica, iniciando en Chicago el 31 de marzo de 2023 y concluyendo en Guatemala el 30 de junio del mismo año.
El repertorio de la gira fue presentado el 21 de mayo de 2023 durante su concierto en Buenos Aires.

## Fechas
| Fecha      | Ciudad            | País           | Lugar                             |  |
| ---------- | ----------------- | -------------- | --------------------------------- |  |
| 31/03/2023 | Chicago           | Estados Unidos | —                                 |  |
| 01/04/2023 | New York          | Estados Unidos | —                                 |  |
| 13/04/2023 | Houston           | Estados Unidos | —                                 |  |
| 13/04/2023 | Los Ángeles       | Estados Unidos | —                                 |  |
| 22/04/2023 | Ciudad de México  | México         | Palacio de los Deportes           |  |
| 28/04/2023 | Guadalajara       | México         | Auditorio Josefa Ortiz            |  |
| 29/04/2023 | Nuevo León        | México         |                                   |  |
| 30/04/2023 | Campeche          | México         | Foro akimpech                     |  |
| 06/05/2023 | Monterrey         | México         | Auditorio Citibanamex             |  |
| 12/05/2023 | Hermosillo        | México         | Centro de Usos Múltiples C.U.M.   |  |
| 14/05/2023 | Mérida            |                | Foro Gnp seguros                  |  |
| 21/05/2023 | Buenos Aires      | Argentina      | Teatro Gran Rex                   |  |
| 29/05/2023 | Santiago de Chile | Chile          | Movistar Arena                    |  |
| 03/06/2023 | Lima              | Perú           | Arena 1                           |  |
| 06/06/2023 | Caracas           | Venezuela      | Terraza del C.C.C.T. Venezuela.   |  |
| 09/06/2023 | Bogotá            | Colombia       | Centro De Eventos Autopista Norte |  |
| 17/06/2023 | Guayaquil         | Ecuador        | Voltaire Paladines Polo           |  |
| 25/06/2023 | Puebla            | México         | Auditorio GNP                     |  |
| 30/06/2023 | Guatemala         | Guatemala      | Forum Majadas                     |  |